# كوتش بيهار (منطقة)
كوتش بيهار رمزها «KB» هو تقسيم إداري لدولة الهند يتبع ولاية البنغال الغربية يقع مركز المنطقة في مدينة كوتش بيهار عدد سكانها حسب تعداد سنة 2001 هو 2,478,280، مساحتها 3,387 كم² وكثافة السكان 732 لكل كم².